# توپولف تو-۱۴۴
توپولف تو-۱۴۴ (به انگلیسی: Tupolev Tu-144) (به روسی: Ty-۱۴۴) نخستین و یکی از دو هواپیمای ترابری فراصوت جهان در کنار هواپیمای انگلیسی-فرانسوی کنکورد بود. این هواپیما توسط شرکت توپولف شوروی به مدیریت الکسی توپولف ساخته شد. شرکت‌های بوئینگ، مک‌دانل داگلاس و لاکهید مارتین از شرکت‌هایی بودند که برای ساخت خطوط فرا صوت ترابری برای آمریکا در طول دهه ۱۹۶۰ میلادی تلاش کردند، اما ناکام ماندند. هر دو هواپیمای توپولف-۱۴۴ و کنکورد عملکرد رضایت‌بخشی نداشتند و در نهایت، هر دو از فعالیت خارج شدند.

## پیشینه
پس از جنگ جهانی دوم و اوج‌گیری جنگ سرد، جهان غرب و بلوک شرق در هر زمینه‌ای به رقابت با یکدیگر از جمله رقابت فضایی پرداختند. همچنین رشد صنعتی سریع شوروی در دهه ۱۹۵۰ باعث ایجاد علاقه‌ای سیری‌ناپذیر در برنامه‌ریزان این کشور به آغاز و پیشبرد پروژه‌های چشمگیر (حتی فراتر از توان اقتصادی و فنی شوروی) از جمله فناوری هوافضا شد. در سال ۱۹۶۰ نیکیتا خروشچف رهبر اتحاد جماهیر سوسیالیستی شوروی با اطلاع از اینکه کشورهای غربی به ساخت هواپیمای مسافربری مافوق صوت روی آورده‌اند، دستور اجرای پروژه مشابهی را صادر کرد. ایده شوروی این بود که سرعت بیشتر هواپیما به معنی موفقیت بیشتر است. موفقیت در ساخت توپولف-۱۰۴ و جنگنده‌هایی مانند میگ-۲۱ و لاکهید اف-۱۰۴ استارفایتر شواهدی بر امکان ساخت هواپیمایی با دو برابر سرعت صوت بودند.
در آن زمان فرانسه و بریتانیا برای احیای صنایع هوایی خود به ساخت هواپیمای مسافربری فرا صوت روی آورده بودند. این دو کشور قصد داشتند تا زمان پرواز از اروپا به آمریکا را به تنها چند ساعت کاهش دهند. در ۱۹۶۲ قرارداد رسمی طراحی و ساخت این هواپیما بین دو کشور امضا شد. در همان زمان، دو شرکت بوئینگ و لاکهید هم پروژه‌های مشابهی را آغاز کردند اما به دلیل هزینه بالای پروژه، اجرای آن متوقف شد.
همچنین برای طراحی Tu-144 از طرح آمریکایی شرکت نورث امریکن اوییشن که در سال ۱۹۵۵ قصد طراحی و ساخت یک بمب‌افکن راهبردی فرا صوت را برای نیروی هوایی ایالات متحده آمریکا داشت که نتیجه آن بمب‌افکن ایکس‌بی-۷۰ بود و اولین پروازش را در سال ۱۹۶۴ انجام داد و در رده جاسوسی جای گرفت.

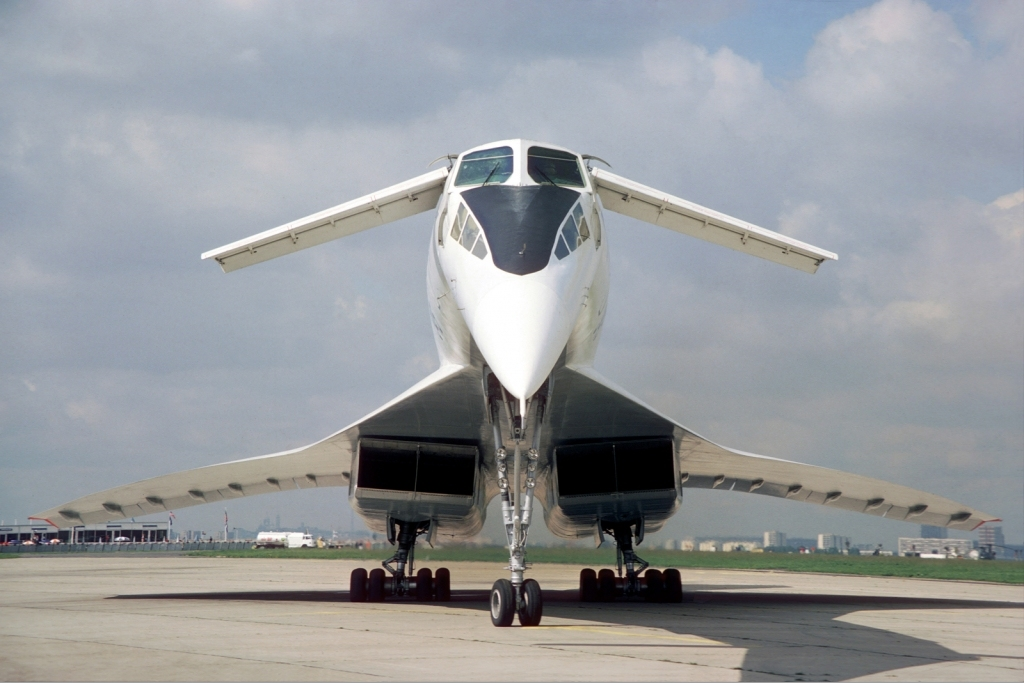

## مشکلات طراحی و استفاده
در آن زمان چون بخش بزرگی از منابع فنی شوروی به رقابت فضایی اختصاص یافته بود اجرای این پروژه، ساده نبود. زیرا شوروی برای پیشبرد مسابقه فضایی، روی موشک‌های دوربرد و بلندپرواز تمرکز کرده و کمتر بر بمب‌افکن‌های زبرصوت تمرکز کرده بود. به همین دلیل، طراحان مجبور شدند تا یک هواپیمای زبرصوت پیچیده با بازدهی بالا و صرفه اقتصادی را از صفر طراحی کنند.
بدنه این هواپیما به گونه‌ای طراحی شده که مقاومت هوا را به حداقل برساند و با سرعت گلوله پرواز کند. دماغه متمایز و سوزنی این هواپیما طوری ساخته شده بود که وقتی هواپیما برای فرود به باند نزدیک می‌شود، کل دماغه بر اساس به پایین خم شود تا خلبانان دید بهتری به زمین داشته باشند.
دو شرکت کوزنتسوف و کلسوف مسئول ساخت موتورهای آن بودند. ساخت ترمزها و سیستم کنترل موتورها از مشکلات اصلی ساخت توپولف-۱۴۴ بودند.
صدای بلند از مشکلات همیشگی تی‌یو-۱۴۴ بود. طوریکه مسافران مجبور بودند برای گفتگو از قلم و کاغذ استفاده کنند.

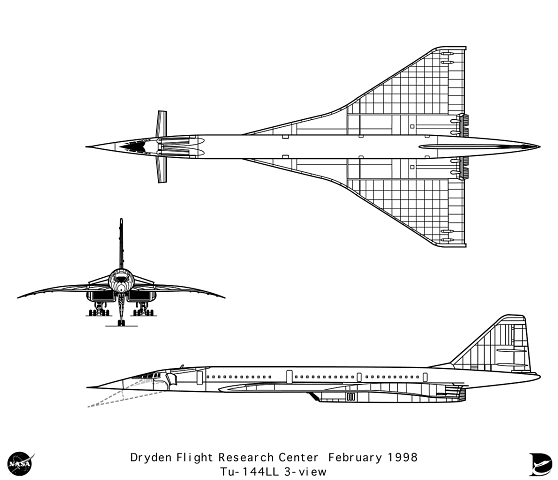
طراحی ساختاری Tu-144LL

## مقایسه با کنکورد
با این‌که ظاهر تی‌یو-۱۴۴ و کنکورد شبیه یکدیگر بود، اما تفاوت‌های طراحی زیادی بین آن‌ها وجود داشت. حدس زده می‌شود که جاسوسی از کنکورد در طراحی این هواپیما نقش داشته‌است. توپولف-۱۴۴به خاطر شباهت به کنکورد در کشورهای غربی به نام «کنکوردسکی» شناخته می‌شد.
این هواپیما در دسامبر ۱۹۶۸ سه ماه پیش از کنکورد به پرواز درآمد و نخستین پرواز فرا صوت آن، در ژوئن ۱۹۶۹ بود. نخستین پرواز کنکورد در مارس ۱۹۶۹ و نخستین پرواز فرا صوت آن در اکتبر همان سال بود.
در مقایسه با کنکورد، تی‌یو-۱۴۴ با ۶۷ متر طول، بیش از ۳/۷ متر بلندتر از کنکورد بود و به گونه‌ای طراحی شده بود تا با اندکی بیش از دو برابر سرعت صوت (۲٫۱۵۸ کیلومتر بر ساعت) پرواز کرده و هر کدام از چهار موتور آن، هنگام استفاده از پس‌سوز می‌توانستند نیروی رانشی بیش از ۴۴هزار پوند (حدوداً ۲۰هزار کیلوگرم) تولید کنند. این نیروی رانش، نزدیک به ۶هزار پوند (حدوداً ۲۷۳۰ کیلوگرم) بیشتر از توان هر یک از موتورهای کنکورد بود. اما چون وزن خالی تی‌یو-۱۴۴ نزدیک ۱۰۰ تن بود (۲۰ تن سنگین‌تر از کنکورد) برخاستن آن از روی زمین سخت‌تر بود.
این هواپیما به دلیل مسائل سیاسی در رقابت با کنکورد بدون طی کامل مراحل آزمایش، عرضه شد و دارای ایرادات فراوانی بود. در طراحی تی‌یو-۱۴۴ راه‌حل‌های سطح‌پایین‌تری نسبت به کنکورد، برای حل مشکلات فنی ارائه شده بودند. برای کنکورد، دو چرخ در جلو و دو گروه چهار تایی چرخ زیر بال‌ها طراحی شده بود. اما تی‌یو-۱۴۴ دو چرخ در جلو و ۱۲ چرخ زیر بال‌های خود داشت. یکی از دلایل این تعداد چرخ این بود که تایرهای چرخ‌ها از لاستیک مصنوعی ساخته شده و احتمال تکه‌تکه شدن آن‌ها هنگام فرود، زیاد بود؛ بنابراین فرض بر این شد که اگر یک یا دو تایر تکه‌تکه شوند، تایرهای باقی‌مانده توانایی تحمل وزن هواپیما را هنگام فرود دارند. از سوی دیگر تی‌یو-۱۴۴ بازده آیرودینامیکی کمتری داشت.

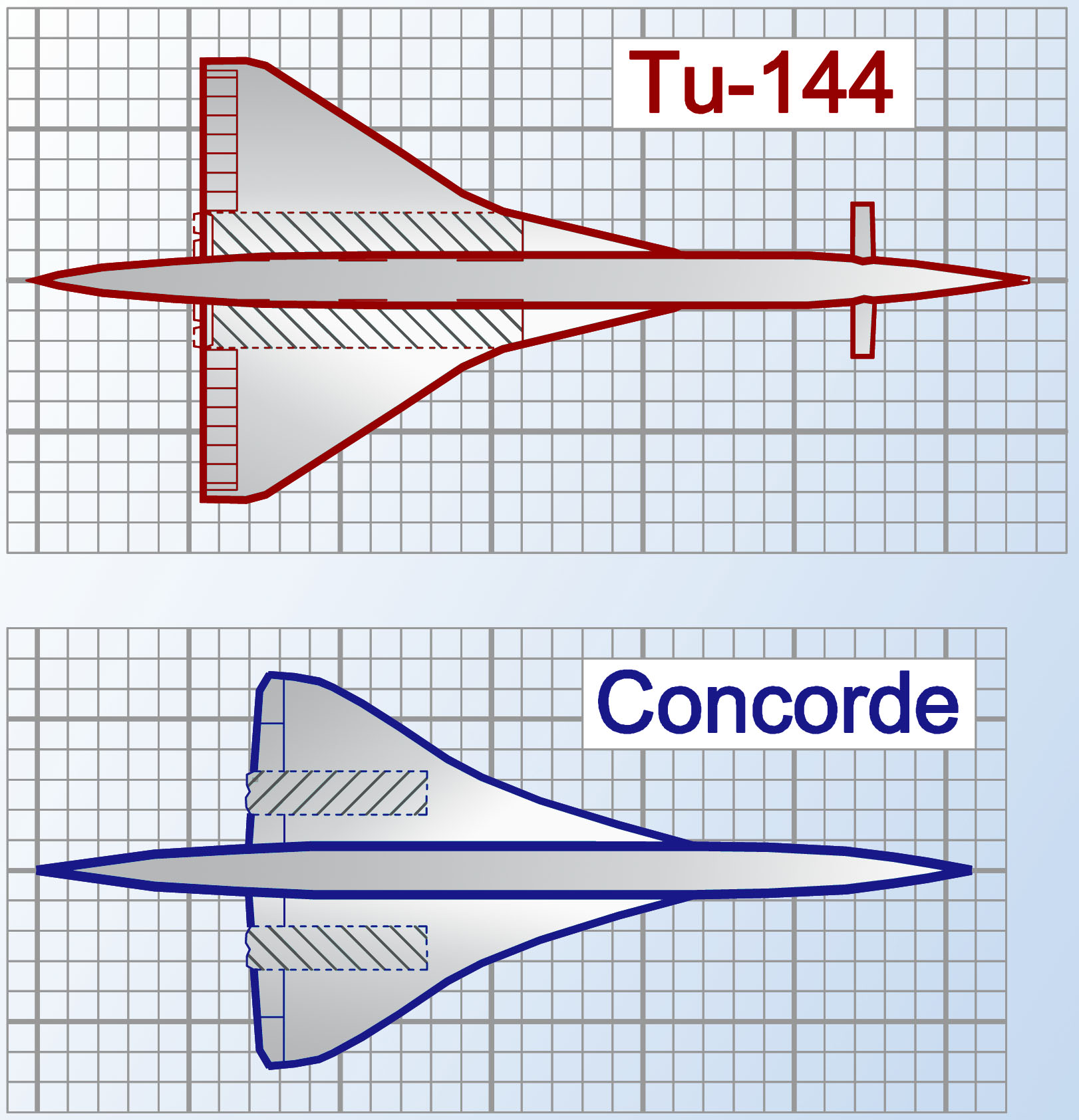
مقایسه ظاهر تی‌یو-۱۴۴ با کنکورد

## برتری‌های کنکورد
کنکورد نخستین هواپیمای مسافربری بود که بخشی از سیستم‌های حیاتی پروازی آن تماماً توسط رایانه هدایت می‌شد. شکل ورودی‌های هوای موتورهای آن دائم تغییر داده می‌شد تا همیشه در بهینه‌ترین حالت ممکن کار کنند.
ترمزهای کنکورد یکی از نخستین ترمزهای ساخته شده از الیاف کربن بودند که می‌توانستند در برابر حرارت شدیدی که در جریان توقف هواپیما بعد از فرود ایجاد می‌شود مقاومت کنند. زیرا سرعت کنکورد هنگام فرود نسبتاً زیاد و حدود ۲۹۶ کیلومتر بر ساعت بود.
کنکورد مجهز به سیستم کنترل پروازی بود که می‌توانست شکل بال‌ها را برای کاهش مقاومت هوا در سرعت‌های فرا صوت به میزان محدودی تغییر دهد. این سیستم که با رایانه کنترل می‌شد پیش از کنکورد هرگز وجود نداشتند (امروزه حتی هواپیماهای مسافربری معمولی هم از این سیستم استفاده می‌کنند).
صدای داخل کابین هواپیما از مشکلات همیشگی توپولف-۱۴۴ بود. زیرا موتورها و سیستم تهویه مطبوع هواپیما (که هوای مورد نیاز خود را از ورودی موتورها می‌گرفتند) صدای هنگفتی ایجاد می‌کردند. تهویه مطبوع بسیار مهم بود چون اصطکاک هوا با پوسته هواپیما می‌توانست باعث افزایش خطرناک دمای داخل کابین شود. اما کنکورد برای پایین نگه داشتن دما از سوخت خود به عنوان گرما بر استفاده می‌کرد. برای همین نیازی به سیستم تهویه مطبوع قدرتمند نداشته و صدای داخل کابین، خیلی زیاد نشود.

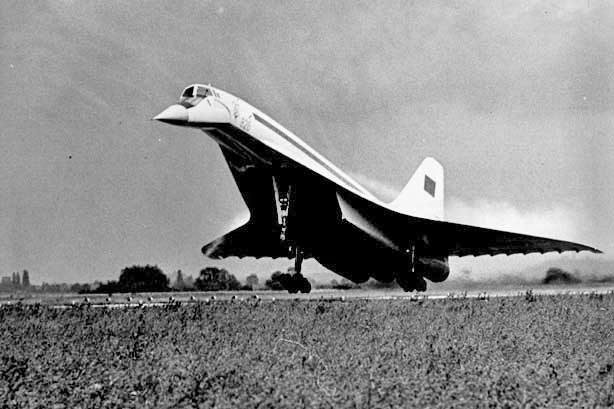
در حال فرود در فرودگاه برلین شونفلد (ژوئن ۱۹۷۱)

## سوانح
نخستین سانحه هوایی آن به هنگام نمایش اولیه در نمایشگاه پاریس در ۳ ژوئن ۱۹۷۳ اتفاق افتاد. هواپیما با دماغه پایین و چرخ‌های باز به باند نزدیک شد، سپس با حداکثر توان موتورها به سرعت اوج گرفت. چند ثانیه بعد، چند بار به دور خود پیچید و در هوا تکه‌تکه شد و در روستایی در نزدیکی محل نمایشگاه سقوط کرد. تمامی ۶ نفر خدمه پرواز و ۸ نفر از ساکنان روستا کشته شدند. برای توضیح علت سقوط چندین فرضیه از جمله ۱) سرعت کم هواپیما برای مانورها ۲) گیج شدن خلبانان به خاطر هوای ابری ۳) چرخیدن هواپیما در لحظه آخر برای جلوگیری از تصادف با یک جنگنده میراژ مطرح شدند. زیرا این جنگنده میراژ در نزدیکی تی‌یو-۱۴۴ پرواز می‌کرد تا از بالچه‌های جلوی توپولف (که در آن زمان فناوری پیشرفته‌ای به حساب می‌آمدند) عکس بگیرد. این سانحه باعث اضطراب و تردید شرکت هواپیمایی آئروفلوت برای استفاده از آن شد. برای جلوگیری از سوانح بعدی، توپولف مجبور به رفع مشکلات بسیاری برای دریافت تأیید کیفیت پروازی شد. حتی پس از حل این مشکلات، در سال‌های ۱۹۷۷ و ۱۹۷۸ نخستین پروازهای تجاری این هواپیما، آزمایشی و برای حمل بسته‌های پستی میان مسکو - آلماتی در قزاقستان بودند.
دومین هواپیما نیز در سال ۱۹۷۸ زمانی که در حال انجام آزمایش قبل از تحویل بود سقوط کرد و تمام پرسنل آن کشته شدند.

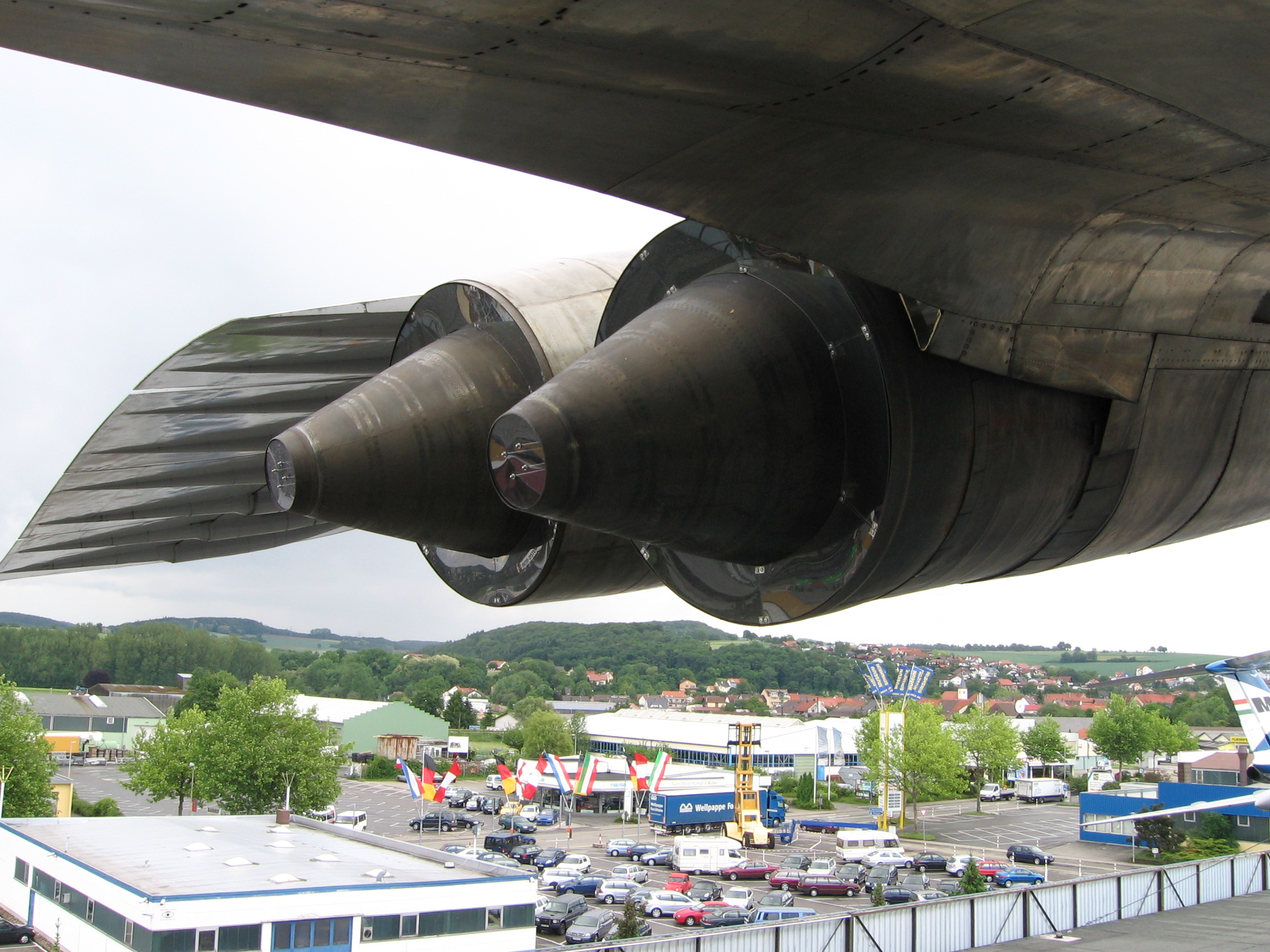
موتورهای تی‌یو-۱۴۴

## مشخصات

### مشخصات کلی
- خدمه: ۳ نفر
- ظرفیت: ۱۴۰ مسافر (۱۱ نفر First Class و ۱۲۹ نفر Tourist Class)
- طول: ۶۵/۷ متر (۲۱۵/۵۴ فوت)
- پهنای بال: ۲۸/۸ متر (با احتساب نوک بال) (۹۴/۴۸ پا)
- موتور: ۴ عدد موتور توربوجت Kolesov RD-36-51 یا Kuznetsov NK-144

### عملکرد
- بیشینه سرعت: ۲/۱۵ ماخ، (۲۳۰۰ کیلومتر بر ساعت)
- سرعت کروز: ۲ ماخ، (۲۱۲۵ کیلومتر بر ساعت)
- برد: ۶۵۰۰ کیلومتر (۴۰۰۰ مایل)
- سقف پرواز: ۲۰٬۰۰۰ متر (۶۵٬۵۰۰ پا)
- سرعت اوج‌گیری: ۳۰۰۰ متر بر دقیقه (۹۸۴۰ پا بر دقیقه)
- توان وزنی مخصوص: ۰/۴۴

## کناره‌گیری
تنها ۱۶ فروند از این هواپیما بین سال‌های ۱۹۶۹ تا ۱۹۸۲ ساخته شد. آئروفلوت حتی نامی از این هواپیما بین ۱۹۷۷ تا ۱۹۸۲ نیاورد. پس از سانحه هوایی دوم، آئروفلوت برنامه پروازهای تجاری آن را کلا لغو کرد. این هواپیما پس از ۱۰۲ پرواز آن تجاری که تنها ۵۵ پرواز آن با هدف جابجایی مسافر بودند زمین‌گیر شد.

## استفاده در پروژه‌های فضایی
توپولف-۱۴۴ بعدها برای آموزش خلبانان شاتل بوران مورد استفاده قرار گرفت. در دهه ۱۹۹۰ و آغاز پروژه «تحقیقات سرعت» زیاد ناسا با هدف ساخت نسل بعدی وسایل نقلیه فرا صوت ، استفاده دوباره از این هواپیما آغاز شد. چون آمریکا هرگز هواپیمای مسافری فرا صوت نساخته بود، ناسا مجبور بود برای پروازهای آزمایشی از دیگر کشورها کمک بگیرد. استفاده از کنکورد ممکن نبود. زیرا بریتیش ایرویز و ایر فرانس کنکورد اضافه‌ای نداشتند که بتوان برای آزمایش از آن‌ها استفاده کرد. از سوی دیگر، فروپاشی شوروی و وضع خراب اقتصاد روسیه باعث ایجاد انگیزه میان دو کشور برای استفاده از این هواپیما شد. برای انجام این پروازها ناسا از خلبانان خود در پروازهای آزمایشی استفاده می‌کرد. با وجود اینکه برخی از قسمت‌های تی‌یو-۱۴۴ با کمک کشورهای غربی بهبود یافته بود اما حمل مسافر با آن، پرهزینه و ناامن بود. نمونه‌های باقی‌مانده این هواپیما به موزه‌ها منتقل یا در آشیانه‌ها انبار شده‌اند.

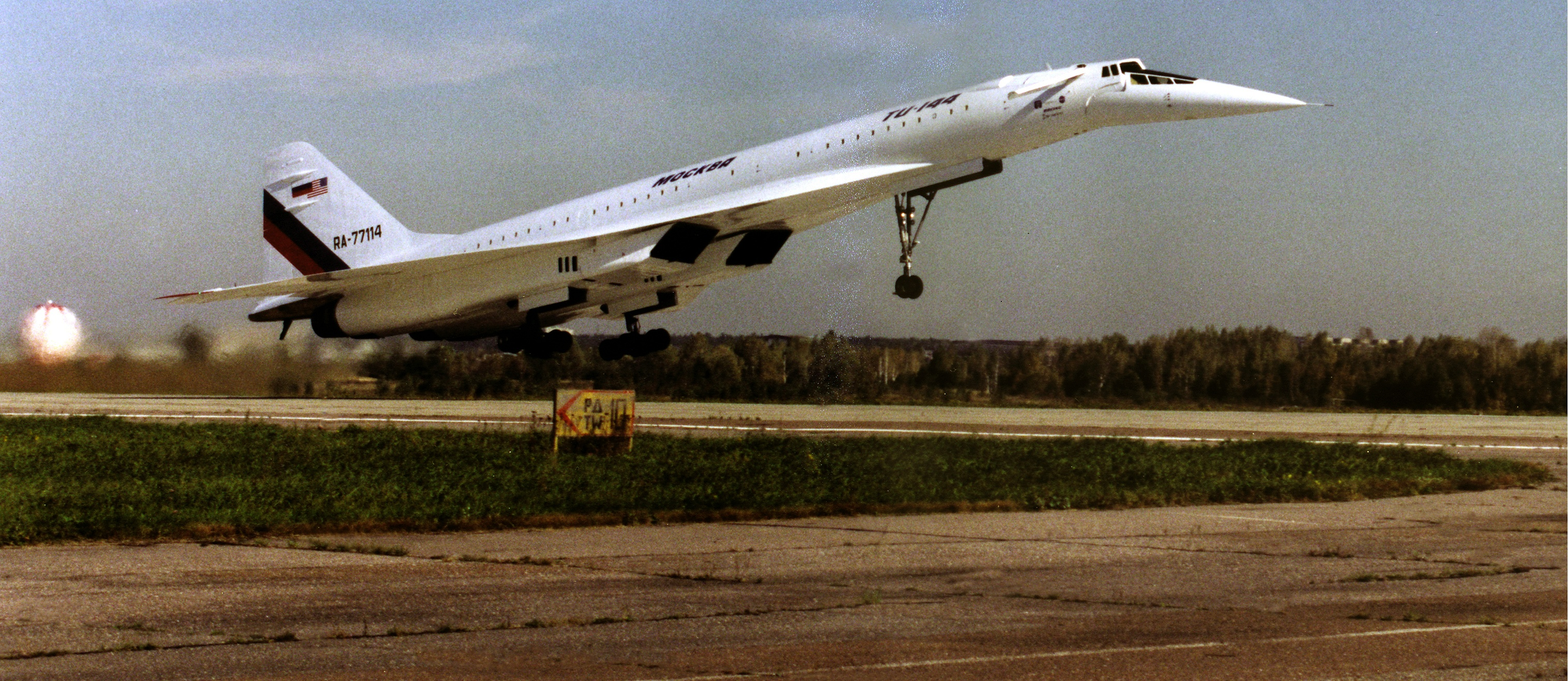
هواپیمای tu-144LL مورد استفاده ناسا برای انجام تحقیق بر روی ترابری پرسرعت